# Franz Stockhausen
Franz Stockhausen (Guebwiller, Alt Rin, 30 de gener de 1839 - Estrasburg, 1926) fou un director d'orquestra alemany, germà del cantant Julius Stockhausen.
Fou deixeble d'Alkan a París i després estudià en el Conservatori de Leipzig. De 1863 a 1866 fou director de música a Thann i de 1868 a 1879 director de la Societat de cant religiós i ensems mestre de capella de la Catedral d'Estrasburg, i després (1881) s'encarregà de la direcció del Conservatori de la capital alsaciana, que situà a gran altura, deixant el càrrec el 1907. També fou director dels Concerts municipals d'aquesta ciutat de 1871 a 1907.